# Xenoperdix udzungwensis
Xenoperdix udzungwensis là một loài chim trong họ Phasianidae.